# 乌日古木拉
乌日古木拉（1996年8月26日—），内蒙古人，蒙古族，中国女子足球运动员，司职前锋。
乌日古木拉出生于中国内蒙古巴林右旗宝日勿苏镇一个普通牧民家庭，她从小喜欢足球，先后就读于巴林右旗大板蒙古族中学、呼和浩特市蒙古族学校、内蒙古师范大学。从2009年开始，她便代表呼和浩特市蒙古族学校参加内蒙古各项校园足球赛事。
2015年，乌日古木拉加盟天津汇森，成为职业球员，2018年转会至长春大众卓越。2023年女足世界杯结束后，乌日古木拉租借加盟澳大利亚球队中央海岸水手，租借时长为一个赛季。
2021年，乌日古木拉入选中国女足2020年夏季奥林匹克运动会女子足球比赛参赛名单，是中国女足国家队史首位蒙古族国脚，在中国女足小组赛首场对巴西女足的比赛中替补出场，完成国家队首秀，并在之后的两场小组赛也有出场，未取得进球。凭借奥运参赛球员身份，她作为中国女足联合队的一员参加了中华人民共和国第十四届运动会并获得女足成年组金牌。随后，她未能入选2022年女足亚洲杯和2023年女足世界杯名单。直到中国女足在2022年亚洲运动会女子足球比赛的首场比赛对蒙古女足，她才再次替补出场，并打入自己的国家队首球和第二球。